# Giovanni delle Bande Nere
«Джованні делле Банде Нере» (італ. Giovanni delle Bande Nerei) — військовий корабель, легкий крейсер типу «Альберто да Джуссано» Королівських ВМС Італії за часів Другої світової війни.

## Історія створення
«Джованні делле Банде Нере» був закладений 31 жовтня 1928 року на верфі компанії Cantiere navale di Castellammare di Stabia в Кастелламмаре-ді-Стабія, спущений на воду 27 квітня 1930 року. 1 січня 1931 року увійшов до складу Королівських ВМС Італії. Свою назву отримав на честь кондотьєра Джованні делла Банде Нере.

## Історія служби

### Довоєнна служба
Після вступу у стрій крейсер був зарахований до складу 2-ї ескадри крейсерів.
Брав участь у підтримці франкістів під час громадянської війни в Іспанії, супроводжуючи транспорти зі зброєю та проводячи розвідку. Пізніше корабель передали до складу навчального загону.

### Друга світова війна
З початком Другої світової війни «Банде Нере» повернули до складу діючого флоту і разом з крейсером «Бартоломео Коллеоні» утворив 2-гу бригаду крейсерів 2-ї ескадри. Зі вступом Італії у війну 10 червня 1940 року вони здійснили постановку мінних полів у Сицилійській протоці. Потім декілька разів здійснювали пошуки ворожих торгових суден.
У липні 2-га бригада крейсерів супроводжувала конвой у Північну Африку. Потім її відправили на острів Лерос (Додеканес), де вони мали би завдавати ударів по британському судноплавству в Егейському морі.
19 липня 1940 року відбувся бій біля мису Спада. У ньому «Банде Нере» отримав влучання 152-мм снарядом у районі другої димової труби. Сам же влучив у британський крейсер «Сідней» одним снарядом головного калібру. Але пошкодження були незначними. Після того, як «Бартоломео Коллеоні» затонув, командувач італійської ескадри Фердінандо Касарді віддав наказ відходити. «Сідней» продовжив переслідування і досяг ще одного влучання в корму. Але в цей час на «Сіднеї» закінчився боєзапас, що дало змогу «Банде Нере» дістатись Триполі.
У грудні 1940 року «Банде Нере» разом з крейсером «Армандо Діац» та два есмінці утворили 4-ту бригаду крейсерів. Вони займались супроводом конвоїв у Північну Африку. Під час одного з переходів крейсер «Армандо Діац» був потоплений.
5 травня 1941 року британці розпочали операцію «Тайгер» - проводку стратегічного конвою через усе Середземне море. Для його перехоплення було сформоване крейсерське з'єднання у складі «Банде Нере», «Дука дельї Абруцці», «Джузеппе Гарібальді», «Луїджі Кадорна» та 5 есмінців. Але з'єднання вийшло в море занадто пізно і не встигло перехопити конвой. Британці успішно завершили операцію.
У другій половині 1941 та на початку 1942 років крейсер діяв у складі з'єднань з прикриття конвоїв.
У березні 1942 року британське командування запланувало операцію з проводки конвою MW-10 з Александрії на Мальту. Конвой складався з 4 транспортів, які прикривав крейсер ППО «Карлайль». Дальнє прикриття здійснювали крейсери «Клеопатра», «Дідо», «Юраліс» та 4 есмінці.
21 березня з'єднання було помічене італійськими підводними човнами. Італійське командування вирішило перехопити конвой. На перехоплення з Мессіни вирушила 3-тя бригада крейсерів, яка складалась із кораблів «Горіція», «Тренто», «Банде Нере» та 4 есмінців. В морі вони зустрілись з лінкором «Літторіо» (ним командував адмірал Анджело Якіно) та чотирма есмінцями, що вийшли з Таранто.
Лінкор «Літторіо» був помічений британським підводним човном. Командувач операції контрадмірал Філіп Віан наказав повернути південніше, намагаючись виграти час. 22 березня італійці помітили конвой. Якіно вдалось зайняти позицію між Мальтою та британськими кораблями. Бій проходив у штормових умовах. Британці завдяки умілому маневруванню та постановці димових завіс зуміли зірвати план італійців.
«Банде Нере» влучив 152-мм снарядом у крейсер «Клеопатра». Також від його вогню постраждали крейсер «Юраліс» та есмінець «Лавлі». Від близьких розривів 381-мм снарядів з «Літторіо» постраждали есмінці «Хавок» і «Кінгстон». Але загалом операція завершилась перемогою британців: конвой дістався до Мальти, декілька італійських кораблів також були пошкоджені, а два есмінці затонули під час шторму під час повернення на базу.
«Банде Нере» також дістав пошкодження під час шторму, йому був потрібне заводський ремонт. 1 квітня 1942 року він у супроводі есмінця «Авіере» вирушив з Мессіни у Ла-Спецію. О 9 ранку поблизу острова Стромболі в Тірренському морі він був атакований британським підводним човном «Ердж». У крейсер влучили 2 торпеди. Крейсер розламався навпіл та швидко затонув. Загинув 381 член екіпажу .